# Свети Георги (Дебреще)
Вижте пояснителната страница за други значения на Свети Георги.
„Свети Великомъченик Георгий“ или „Свети Георги“ (на македонска литературна норма: „Свети Георгиј“) е православна църква в прилепското село Дебреще, Северна Македония. Църквата е под управлението на Преспанско-Пелагонийската епархия на Македонската православна църква.
Църквата е разположена в центъра на селото. Според надписа на мраморна плоча над входа е изградена е и осветена в 1932 година. В 1979 година църквата е обновена, като датата е добавена в надписа.
Църквата е еднокорабен храм с полукръгла апсида на изток и вход от запад. Над западния вход е издигната камбанария. Изградена от варовик и е покрита с керемиди. Вътрешността е изписана.